# Grand Prix moto d'Australie 2019
Le Grand Prix moto d'Australie 2019 est la 17e manche du championnat du monde de vitesse moto 2019. 
Cette 31e édition du Grand Prix moto d'Australie se déroule du 25 au 27 octobre sur le Circuit de Phillip Island.